# 國性爺合戰
《國姓爺合戰》 是日本江戶時代劇作家近松門左衛門所作的人形淨琉璃歷史劇，1715年（正德5年）在大坂（今大阪）松竹座首演，演出鄭成功反清復明的故事，主角「和藤內」即鄭成功。
「和」即「日本」，「藤（とう）」諧音「唐（とう，意指中國）」，「内（ない）」諧音「不是（ない）」，所以「和藤内」即為「不是和人、不是唐人」之意。
此作在當時頗受好評，連續上演了17個月；次年以歌舞伎的形式在京都演出，隨後也在江戶（今東京）上演。

## 剧情梗概

### 第一幕
明朝崇祯帝独宠华清夫人。鞑靼国的顺治大王派使臣梅勒王到明朝都城南京，提出以华清夫人为人质与明朝订立和约。鞑靼人的无理要求遭到大司马吴三桂的怒斥，右将军李蹈天剖出自己的左眼暗示通敌的决心。后鞑靼军队入侵，李蹈天刺杀了崇祯。吴三桂抵抗失利，保护华清夫人撤退，途中从不幸身亡的夫人遗体腹中取出王子逃走。皇妹乘小舟亡命海上。

### 第二幕
明朝忠臣郑芝龙遭奸佞诬陷，被贬官流放，东渡日本，娶渔家女为妻，生子和藤内三官。一天，和藤内和妻子小睦在海边抬贝，看到鹬蚌相争，从而解悟了兵法的真谛。明朝公主被和藤内所救。郑氏父子闻知国内发生危难，决定归国拯救大明。赴日本之前，郑芝龙原有一女锦祥，她的丈夫是驻守狮子城的甘辉将军。郑芝龙欲说服甘辉与自己合作。和藤内在竹林里以伊势神宫的祓符降伏了猛虎，同时也慑服了李蹈天的官军。

### 第三幕
狮子城父女相认，锦祥欲说服丈夫与郑氏父子合作，为甘辉拒绝。和藤内闯入城去，与甘辉发生争斗。锦祥与和藤内之母相继饮剑身亡，以死感化甘辉。甘辉决定与郑氏父子合力复明。和藤内被拥戴为延平王、国姓爷，易名为郑成功。

### 第四幕
国姓爷郑成功率军杀敌，屡战屡胜，捷报频传。被吴三桂救助抚养的太子已有7岁，刘伯温显圣预言太子将借和藤内之助战胜鞑靼。小睦借神力渡海前来助战。各路人马联台作战、攻城克地，消灭了鞑靼军队的主力。

### 第五幕
太子被国姓爷拥立登基，是为永历帝。郑成功、吴三桂、甘辉等率军围攻鞑靼王后的据点南京城。李蹈天把俘获的郑芝龙绑在盾牌上，胁迫国姓爷屈服。吴三桂、甘辉以诈降之计智擒鞑靼王，国姓爷攻陷南京，救下郑芝龙，活捉了李蹈天。最后，鞑靼人被逐出国境，李蹈天被处决。此后战乱结束，天下大治。

## 登场人物
- 和藤内：即鄭成功（国姓爺）。
- 小睦（小むつ）：和藤内之妻。
- 鄭芝龍：和藤内之父。明之遗臣。(堅定支持鄭成功的長輩是堂兄鄭泰)

- 崇禎帝(歷史上是隆武帝賜鄭以國姓)
- 栴檀皇女：崇祯帝之妹(歷史上晚明反清的代表女性是藝伎李香君)

- 甘輝：鄭成功忠臣
- 錦祥女：甘輝之妻。鄭芝龍前妻之女。

- 李踏天：即李自成，奸臣。(明鄭奸臣為施琅)
- 吴三桂：剧中为明室忠臣。(明鄭忠臣為陳永華)

## 關連項目
- 鄭氏王朝